# Karyme Lozano
Karyme Lucía Virginia Lozano Carrena (Città del Messico, 3 aprile 1978) è un'attrice messicana.

## Filmografia
- Volver a Empezar - serie TV (1994-1995)
- Si Dios Me Quita La Vida - serie TV (1995)
- Confidente de secundaria - serie TV (1996)
- Pueblo chico, infierno grande - serie TV (1997)
- Mujer, Casos de la Vida Real - serie TV (1997)
- El secreto de Alejandra - serie TV (1997)
- Tres mujeres - serie TV (1999-2000)
- El Manantial - serie TV (2001-2002)
- Watch Over Me - serie TV (2006-2007)
- Kevin Can Wait - serie TV (2017)
- Minas de pasión - serie TV (2023)
- Mi amor sin tiempo (2024)

## Riconoscimenti
Premios TVyNovelas: 
- Premio migliore attrice in Tres Mujeres (2000)